# Espace de Taub-NUT
Un espace de Taub-Newman-Unti-Tamburino, ou espace de Taub-NUT, est une solution aux équations de la relativité générale sans sources. Il est nommé en l'honneur de son découvreur, Abraham Haskel Taub, et des initiales de ceux qui en ont exhibé les propriétés les plus spécifiques, Ezra Ted Newman, T. J. Unti et L. Tamburino.
Les espaces de Taub-NUT sont rarement utilisés en cosmologie, et sont surtout révélateurs de propriétés surprenantes de la théorie de la relativité générale. La thermodynamique des trous noirs dans de tels espaces, en revanche, pourrait fournir des informations d'ordre général, s'appliquant par exemple aux espaces de Sitter.

## Extension à 5 dimensions
On peut adapter cet espace, en introduisant de manière triviale le temps, ce qui en fait une solution statique à 5 dimensions des équations de la relativité sans sources. Dans le sens d'un espace de Kaluza-Klein, on obtient ainsi la description d'un monopôle de rapport charge/masse {\displaystyle {\sqrt {2}}} dans les unités de Planck.

## Charge NUT
En réduisant les équations d'Einstein (quadridimensionnelles) à la théorie de Kaluza-Klein (tridimensionnelle), on remarque qu'une quantité, dérivant d'un potentiel, est conservée : la charge NUT. On peut en donner une expression :
{\displaystyle {\mathcal {N}}=-{\frac {1}{8\pi }}\int F_{\theta ,\varphi }\,\mathrm {d} \theta \,\mathrm {d} \varphi }
avec 
{\displaystyle F_{i,j}=\partial _{i}\omega _{j}-\partial _{i}\omega _{i}}.
En notant χ le potentiel NUT, on a :
{\displaystyle {\mathcal {N}}={\frac {1}{8\pi }}\int {\sqrt {h}}f^{-2}\partial _{r}\chi \,\mathrm {d} \theta \,\mathrm {d} \varphi }.
Il est courant de faire l'analogie formelle entre la charge NUT et la charge magnétique.

## Propriétés
Un exemple de particularités de ces espaces est qu'il est possible de former des trous noirs sous forme d'anneaux en 5 dimensions, qui se réduisent à des trous noirs en 4 dimensions.